# Gli extraterrestri torneranno (libro)
Gli extraterrestri torneranno (Erinnerungen an die Zukunft) è un saggio scritto dall'autore svizzero Erich von Däniken, che in esso espone i risultati delle proprie ricerche sulla teoria degli antichi astronauti.

## Storia editoriale
Nel suo libro, originariamente edito in Germania nel 1968 dall'editore Econ Verlag e distribuito per la prima volta in Italia nel 1969, von Däniken correla la costruzione di grandi strutture antiche, come le piramidi egizie o Stonehenge, monumenti come i Moai sull'Isola di Pasqua e reperti storici come la Mappa di Piri Reis, alla visita di entità aliene che contribuirono all'evoluzione dell'uomo sulla Terra, avvalorando le sue teorie con l'interpretazione dei vari OOPArt e teorie relative all'archeologia misteriosa relazionate a una interpretazione dei testi presenti nella Bibbia.
Il saggio, pur non trovando credito nell'ambiente scientifico, divenne un best seller internazionale, tradotto in numerose lingue, dando spunto al regista tedesco Harald Reinl di realizzarne un'omonima trasposizione cinematografica.

## Edizioni
- Erich von Däniken, Gli extraterrestri torneranno, Ferro, 1969, ISBN non esistente.
- Erich von Däniken, Gli extraterrestri torneranno, Milano, Armenia Editore, 1976, ISBN non esistente.
- Erich von Däniken, Gli extraterrestri torneranno, Ristampa, Roma, Libreria Editrice Aseq, 2015.